# Криптоботаника
Криптоботаника је псеудонаука која проучава непознате, односно легендарне биљке које службена наука сматра да непостоје. Главни извори података за криптоботаничаре су легенде и народне приче. Криптоботаничари тијесно сурађују са криптозоолозима.
Назив криптозоологије сложеница је од три речи: криптос, што значи скривен; ботаникос, што значи биљка.

## Криптиди који се убрајају у криптоботаничке биљке
| име криптида:                | други називи:                                      | кратки опис криптида:                                   | станиште:                     | држава:                  | изглед: |
| ---------------------------- | -------------------------------------------------- | ------------------------------------------------------- | ----------------------------- | ------------------------ | ------- |
| Биљка-јагње са Тартара       | - Баромец, - Борамец, - Боромец, - Скитијско јагње | необична биљка чији су плодови овце                     | шуме у централној Азији       |                          |         |
| Вампирска лоза               |                                                    | биљка која исисава крв из животиња и људи               | џунгле                        | - Никарагва              |         |
| Дрво људождер из Нубије      |                                                    | велика дрволика биљка која се храни животињама и људима | подручје Нубије               | - Египат - Судан         |         |
| Дрво људождер са Мадагаскара |                                                    | велика дрволика биљка која се храни животињама и људима | острво Мадагаскар             | - Мадагаскар             |         |
| Ја-те-вео                    |                                                    | велика дрволика биљка која се храни животињама и људима | џунгле Јужне Америке          |                          |         |
| Кравождерско дрво            |                                                    | велика дрволика биљка која се храни животињама и људима | џунгле и планине              | - Индија                 |         |
| Расковник                    |                                                    | врста траве која је магична                             | Источана и југоисточна Европа |                          |         |
| Умдхлеби                     | - Умдхлебе, - Умдхлебиј                            | мала грмолка биљка која је веома отровна                | каменита подручја             | - Јужноафричка Република |         |